# Manuel da Costa (jésuite)
Pour les articles homonymes, voir Da Costa.
Manuel da Costa, né le 13 octobre 1601 à Granja (Portugal) et mort le 11 novembre 1667 à Lisbonne, était un prêtre jésuite portugais, professeur de lettres et de sciences humaines, et prédicateur de renom. 
Depuis 1940 lui est attribué l'Arte de furtar (L'art de dérober). Cette œuvre, probablement écrite en 1652 n'a été publiée qu'en 1743 ou 1744, sous la fausse paternité du Père Antonio Vieira. Bien que depuis toujours contesté, le nom de Vieira a été maintenu dans toutes les éditions de l'œuvre jusqu'à la dixième, en 1937.
l'Arte de furtar est considéré comme un chef-d'œuvre de la critique des coutumes de l'époque baroque et de la littérature de la  Restauração. L'œuvre fut dédiée et offerte au roi Jean IV, à la cour duquel elle était largement lue, ainsi qu'au Prince du Brésil, Don Théodose.

## Biographie
Manuel da Costa est né à Granja, village du comté de Mourão en Alentejo, le 13 octobre 1601, et entra dans la Compagnie de Jésus à 15 ans. Il reçut, en 1632, la maîtrise ès arts. Après 1640, il enseigna les « lettres Humaines » pendant 4 ans, puis se consacra à la prédication, qu'il interrompit seulement pour les postes de maître d'études à l'Université d'Evora (1648-1649) et de recteur du collège des Jésuites de Faro (1656-1659). Il est mort à Lisbonne le 11 novembre 1667.

## l'attribution de l'Arte de furtar
L'Arte de furtar lui a été expressément attribué dans une plainte déposée par un jésuite de Lisbonne, son contemporain, Francisco Valente, transmise à la hiérarchie de l'Ordre, à Rome, aux environs de 1660. Le texte de ce document, trouvé dans les archives romaines de l'Ordre, par l'historien Francisco Rodrigues en 1939, révélé dans sa communication au Congrès du Monde Portugais (Congresso do Mundo Português) en 1940, et en partie publié en 1941, n'a été entièrement imprimé par J. Gomes Pereira SJ qu'en 1965. Dans ce document les dénonciateurs font valoir que le  Père Manuel da Costa avait composé et offert au roi un «art de dérober» qui était devenu «chose célèbre» dans le royaume, et dans lequel il se permettait de faire des commentaires au sujet de toutes les professions, Bureaux et tribunaux, sans en rendre compte à ses supérieurs de la Compagnie. La plainte cité par J. Gomes Pereira accusait aussi Manuel da Costa, de faire du lobbying auprès du roi, et à l'intérieur de la Compagnie, d'avoir beaucoup d'argent d'origine inconnue, d'être "perfide", et "libre et audacieux". Enfin, le dénonciateur parlait aussi de certains "doces" (pâtisseries) trouvés dans sa chambre en 1656, offerts par une personne inconnue.